# Higinio Ortuzar
Higinio Ortuzar Santamaría (Santiago, Chile, 11 de enero de 1915 - Guecho, Vizcaya, España, 7 de noviembre de 1982) fue un futbolista y entrenador hispano-chileno. Se desempeñaba como defensa y logró alzarse con tres títulos de Liga española y uno de Copa.
Fue el primer futbolista de nacionalidad chilena en jugar en el fútbol profesional de España.

## Trayectoria
Nacido en Santiago de Chile, Chile, sus padres eran originarios de Las Arenas (Guecho). Se trasladó en su infancia al País Vasco, después del fallecimiento de su madre. Se inició futbolísticamente en el Erandio, para luego pasar al Barakaldo, ambos equipos amateurs de la región.
A mediados de 1936, Ortuzar fue transferido a un club de Primera División, el Racing de Santander, por 4500 pesetas, pero solo una semana después del traspaso comenzaría la guerra civil española, dejando en suspenso el fútbol hasta 1939.
Una vez vuelta la competencia, Ortuzar pasó a formar parte del Athletic Club de cara a la temporada 1939-40. Debutó precisamente frente al Erandio, en un partido del Campeonato Regional que terminó a favor de los rojiblancos por 6-1. Ortuzar jugó cuatro temporadas en el equipo bilbaíno, en donde disputó 99 partidos, y alcanzó un título de Liga y otro de Copa, ambos logrados en su último año en Bilbao.
Luego pasó al Valencia, en donde alcanzó dos títulos de liga: en 1944 y en 1947. En el mismo 1947, Ortuzar marcó su único gol en el fútbol profesional, registrado en un encuentro frente al Deportivo La Coruña en la penúltima fecha del campeonato.
Terminó su carrera jugando por el Real Valladolid y la Real Sociedad, en Segunda División. En 1949, luego del retiro, hizo el curso de entrenador, llegando a hacerse cargo del Cádiz y del Logroñés, entre otros equipos de Segunda División.

## Clubes

### Como jugador
| Club                            | País   | Años        |
| ------------------------------- | ------ | ----------- |
| Sociedad Deportiva Erandio Club | España | ? - 1935    |
| Barakaldo Club de Fútbol        | España | 1935 - 1939 |
| Athletic Club                   | España | 1939 - 1943 |
| Valencia Club de Fútbol         | España | 1943 - 1947 |
| Real Valladolid Club de Fútbol  | España | 1947 - 1948 |
| Real Sociedad                   | España | 1948 - 1949 |

### Como entrenador
| Club                        | País   | Años        |
| --------------------------- | ------ | ----------- |
| Club Deportivo Logroñés     | España | 1949 - 1951 |
| Cádiz Club de Fútbol        | España | 1952 - 1953 |
| Club Deportivo Logroñés     | España | 1954 - 1955 |
| Caudal Deportivo de Mieres  | España | 1955 - 1956 |
| Cultural Leonesa            | España | 1956 - 1957 |
| Sociedad Deportiva Indautxu | España | 1957 - 1959 |
| Real Avilés Club de Fútbol  | España | 1959 - 1960 |
| Burgos Club de Fútbol       | España | 1963        |
| Unión Deportiva Salamanca   | España | 1964        |
| Club Deportivo Logroñés     | España | 1964 - 1965 |

## Palmarés

### Campeonatos nacionales
| Título                     | Club           | País   | Año  |
| -------------------------- | -------------- | ------ | ---- |
| Primera División de España | Athletic Club  | España | 1943 |
| Copa del Generalísimo      | Athletic Club  | España | 1943 |
| Primera División de España | Valencia C. F. | España | 1944 |
| Primera División de España | Valencia C. F. | España | 1947 |